# جان فیچ (راننده مسابقه)
جان کوپر فیچ (انگلیسی: John Cooper Fitch؛ زادهٔ ۴ اوت ۱۹۱۷ در ایندیاناپلیس، ایندیانا، درگذشتهٔ ۳۱ اکتبر ۲۰۱۲ در لایم راک، کنتیکت) رانندهٔ مسابقات اتومبیل‌رانی اهل ایالات متحده آمریکا بود که در فصل ۱۹۵۳، و دوباره در فصل ۱۹۵۵ در مجموع در دو گراند پری از مسابقات جهانی فرمول یک شرکت کرد، اما موفق به کسب هیچ امتیازی نشد.
فیچ در ۳۱ اکتبر ۲۰۱۲ بر اثر ابتلا به نوعی از سرطان پوست در لایم راک، کنتیکت درگذشت.